# فيدريكو بونازولي
فيدريكو بونازولي (بالإيطالية: Federico Bonazzoli)‏ (21 مايو 1997 إيطاليا - ) هو لاعب كرة قدم إيطالي، يلعب كمهاجم.

## روابط خارجية
- فيدريكو بونازولي على موقع الاتحاد الأوربي (الإنجليزية)
- فيدريكو بونازولي على موقع قاعدة بيانات كرة القدم.إي يو (الإنجليزية)
- فيدريكو بونازولي على موقع Soccerway.com (الإنجليزية)
- فيدريكو بونازولي على موقع عالم كرة القدم.نت (الإنجليزية)
- فيدريكو بونازولي على موقع AS.com (الإسبانية)